# Shuanghui (ort i Kina, Sichuan Sheng, lat 32,36, long 106,29)
Shuanghui (kinesiska: 双汇) är en ort i Kina. Den ligger i provinsen Sichuan, i den sydvästra delen av landet, omkring 280 kilometer nordost om provinshuvudstaden Chengdu. Antalet invånare är 7 957. Befolkningen består av 3 937 kvinnor och 4 020 män. Barn under 15 år utgör 17,0 %, vuxna 15-64 år 71 %, och äldre över 65 år 11,0 %.
Runt Shuanghui är det ganska tätbefolkat, med 155 invånare per kvadratkilometer. Närmaste större samhälle är Jiachuan, 18,1 km söder om Shuanghui. I omgivningarna runt Shuanghui växer i huvudsak blandskog.
Genomsnittlig årsnederbörd är 1 312 millimeter. Den regnigaste månaden är juli, med i genomsnitt 346 mm nederbörd, och den torraste är december, med 2 mm nederbörd.